# Peter S. Harper
Sir Peter Stanley Harper, CBE (* 28. April 1939 in Barnstaple; † 23. Januar 2021) war ein britischer Genetiker und Hochschullehrer.

## Leben
Harper studierte an der University of Oxford Biologie und Medizin. Anschließend war er am St Thomas’ Hospital in London tätig. Es folgten ein Forschungsaufenthalt an der University of Liverpool bei Cyril Clarke von 1967 bis 1969 und ein Aufenthalt an der Johns Hopkins University bei Victor McKusick von 1969 bis 1971. Nach seiner Rückkehr nach Großbritannien 1971 ging er nach Cardiff an die Cardiff University School of Medicine, wo er die Medizinische Genetik etablierte. Bis zu seiner Emeritierung im Oktober 2004 war er an der Hochschule Professor für Medizinische Genetik, anschließend war er Research Professor für Humangenetik.
2004 wurde Harper der Titel „Commander of the Most Excellent Order of the British Empire“ (CBE) verliehen.
Peter Harper und seine Frau Elaine sind Eltern von fünf Kindern.

## Wirken
Harpers Forschungsinteresse galt insbesondere der klinischen Neurogenetik der Chorea Huntington und der myotonen Dystrophien. Er veröffentlichte zu diesen Themen über 300 Beiträge für Fachzeitschriften sowie mehrere Monografien. In Wales war er an der Etablierung einer flächendeckenden humangenetischen Beratung beteiligt.
Von 1999 bis 2004 war Harper Mitglied der Human Genetics Commission, von 2004 bis 2010 war er Mitglied des Nuffield Council on Bioethics.
Nach seiner Emeritierung beschäftigte sich Harper verstärkt mit der Geschichte der Genetik. Er gründete das Genetics and Medicine Historical Network und veröffentlichte mehrere Bücher zum Thema.

## Schriften (Auswahl)
- Peter S. Harper, Angus J. Clarke: Genetics Society and Clinical Practice. Garland Science, 1997, ISBN 978-1859962060.
- Peter S. Harper: Myotonic Dystrophy. Saunders, 2001, ISBN 978-0-7020-2152-7.
- Peter S. Harper, Max Perutz (Hrsg.): Glutamine Repeats and Neurodegenerative Diseases: Molecular Aspects. Oxford University Press, 2001, ISBN 978-0-19-850685-0.
- Peter S. Harper: Myotonic Dystrophy. The Facts. Oxford University Press, 2002, ISBN 978-0-19-852586-8.
- Gillian Bates, Peter S. Harper, Lesley Jones (Hrsg.): Huntington’s Disease. 3. Auflage, Oxford University Press, 2002, ISBN 978-0-19-851060-4.
- Peter S. Harper, Baziel G. M. van Engelen, Bruno Eymard, Douglas E. Wilcox: Myotonic Dystrophy. Present Management, Future Therapy. Oxford University Press, 2004, ISBN 978-0-19-852782-4.
- Peter S. Harper (Hrsg.): Landmarks in Medical Genetics: Classic Papers with Commentaries. Oxford University Press, 2004, ISBN 978-0-19-515930-1.
- Peter S. Harper: First Years of Human Chromosomes. Scion Publishing, 2007, ISBN 978-1-904842-52-1.
- Peter S. Harper: A Short History of Medical Genetics. Oxford University Press 2008, ISBN 978-0-19-518750-2.
- Peter S. Harper: Practical Genetic Counselling. 7. Auflage, CRC Press, 2010, ISBN 978-0-340-99069-8. (1. Auflage 1981.)